# Casinycteris
Casinycteris (Thomas, 1910) è un genere di pipistrelli della famiglia degli Pteropodidi.

## Descrizione

### Dimensioni
Al genere Casinycteris appartengono pipistrelli di piccole dimensioni, con lunghezza della testa e del corpo tra 70 e 122 mm, la lunghezza dell'avambraccio tra 50 e 81 mm e un peso fino a 95 g.

### Caratteristiche craniche e dentarie
Il cranio è corto, con una scatola cranica arrotondata, le arcate zigomatiche ampie e il palato ridotto che non si estende oltre gli ultimi denti. Gli incisivi superiori sono corti, mentre i canini superiori sono lunghi, vistosamente curvati all'indietro e con il margine interno dentellato. I premolari e i molari hanno una cuspide interna ben sviluppata.
Sono caratterizzati dalla seguente formula dentaria:

### Aspetto
La pelliccia è lunga e lanosa. Le parti dorsali variano dal marrone al bruno-rossastro, mentre le parti ventrali sono più chiare o bianche. Il muso è corto e largo e caratterizzato dalla presenza di una macchia bianca allungata tra gli occhi, una sopra l'angolo posteriore di ogni occhio e una più grande che si estende sopra il labbro superiore. Talvolta sono presenti dei ciuffi di peli bianchi alla base anteriore di ogni orecchio, caratteristica usuale della sottofamiglia degli Epomoforini. Le orecchie sono grandi, lunghe e con l'estremità arrotondata. Le membrane alari sono attaccate posteriormente al primo dito del piede. È privo di coda, mentre l'uropatagio è ridotto ad una sottile membrana lungo la parte interna degli arti inferiori, più sviluppata al centro.

## Distribuzione
Il genere è diffuso nell'Africa centrale.

## Tassonomia
Il genere comprende 3 specie.
- Casinycteris argynnis
- Casinycteris campomaanensis
- Casinycteris ophiodon

Quest'ultima specie è stata recentemente trasferita dal genere Scotonycteris